# دومای دولتی
دومای دولتی (روسی: Госуда́рственная ду́ма) مجلس سفلای مجمع فدرال روسیه (قوه مقننه روسیه) است, که مجلس علیا آن شورای فدراسیون روسیه است. مقر دوما در مرکز مسکو، در چند قدمی میدان مانگه است. به اعضای آن نماینده گفته می‌شود. با تأیید قانون اساسی پیشنهادی بوریس یلتسین در پی بحران قانون اساسی ۱۹۹۳، دوما جایگزین شورای عالی روسیه شد.